# Rietheim-Weilheim
Rietheim-Weilheim é um município da Alemanha localizado no distrito de Tuttlingen, região administrativa de Freiburg, estado de Baden-Württemberg.